# 浅尾荘一郎

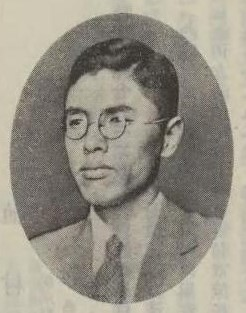
浅尾荘一郎

浅尾 荘一郎（あさお そういちろう、1898年12月29日 - 1978年5月31日）は、日本の電子工学者。富山県出身。
銀セシウム光電管の光電感度を飛躍的に高めた。また日本真空協会会長の初代会長を務めた。
妻は大日本帝国陸軍軍人・矢木亮太郎の長女。長女の夫は西洋史学者で大東文化大学名誉教授の穂積重行。次女の徳川陽子は物理学者で東京工芸大学名誉教授。同夫は言語学者で大阪大学名誉教授の徳川宗賢。孫は日本史学者で東京大学教授の松方冬子。

## 経歴
旧制富山中学、旧制四高を経て、1923年に東京帝国大学理学部物理学科を卒業後、東京電気に入社。
ドイツのエルスターおよびガイテルにより1888年に発明された光電管は光電感度が低く実用で使えるものではなかった。1928年にはイギリスのキャンベルとアメリカのコラーは、銀板を酸素気体中で放電によって酸化し、その上にセシウム蒸気を反応させた非常に高感度な銀セシウム光電管を開発した。これを契機として、日本では、1929年ごろから東京電気で浅尾を中心に銀セシウム光電管の研究が始められた。
実験によって作られた光電管の構造は、小型のものは陰極（光電面）が銀板で陽極が一本の針金状であり、大型のものはガラス球の中心にモリブデン小円盤とタングステンコイルからなる陽極がある。コイルは中に銀の小粒を抱き、コイルを加熱し銀をガラス壁に蒸着することによって陰極を作る。この2種類は現在でも光電管の代表的な構造である。
浅尾らの実験は最初は5〜10μA/lm程度の感度しか出なかった。ところが、たまたまベースとなる蒸着膜が薄すぎて失敗した光電面に酸化・セシウム活性化処理の工程の後再び銀を蒸着したら感度が良くなったという事実をつかみ、約1年の研究の後には銀増感法を完成した。そして、最高100μA/lmの感度を持つ画期的な光電管を世界に先駆けて完成した。また、この光電管の周波数帯域の感度は可視域から近赤外域にわたっている。その結果、この光電管はテレビジョンの開発に大変重要な役割を果たした。彼は1940年、東京帝国大学より理学博士号を得た。題は「Behaviour of the foreign metal particles in the composite photo-cathode(複合感光陰極内に於ける金属粒子の作用)」。1955年、紫綬褒章を受章。
その後は東芝電機理事、工学院大学教授を務めた。1978年5月31日、心不全のため東京都大田区の自宅にて死去。79歳。